# Carme Junqué i Plaja
Carme Junqué i Plaja (Torroella de Montgrí, 23 de maig del 1955) és una neuropsicòloga, investigadora i professora universitària catalana.
Doctorada en psicologia per la Universitat Autònoma de Barcelona i catedràtica de psicobiologia a la Universitat de Barcelona, la seva tasca com a investigadora s'ha centrat en l'estudi a través de la ressonància magnètica de la relació entre el cervell i el comportament, amb especial èmfasi en els accidents cerebrovasculars, els traumatismes cranioencefàlics i les malalties neurodegeneratives; amb una àmplia producció d'articles i de publicacions. Junqué ha estat facultativa adjunta al Servei de Neurologia, cofundadora de la Societat Catalana de Neuropsicologia. També ha estat professora de grau, màster i doctorat, i directora d'una quarantena de tesis doctorals, i ha ocupat diversos càrrecs acadèmics, tot això en el si de la Facultat de Medicina (UB), com el de cap d'estudis del grau en Medicina.
Ha rebut diverses distincions per la seva trajectòria: el Premi Martí i Julià de Psiquiatria i Psicologia, la distinció de la Generalitat per a la Promoció i la Recerca Universitària i el Premi Ramon Bayés i Sopena.
És membre de la Secció de Ciències Biològiques l'Institut d'Estudis Catalans del 2020 ençà.